# Bommeria
Bommeria, rod papratnjača iz potporodice Cheilanthoideae, dio porodice bujadovki (Pteridaceae). Postoji pet priznatzih vrsta rasprostranjenih od jugozapada SAD-a do Kostarike na jug

## Vrste
1. Bommeria ehrenbergiana (Klotzsch) Underw.
2. Bommeria elegans (Davenp.) Ranker & Haufler
3. Bommeria hispida (Mett.Ex Kuhn) Underw.
4. Bommeria pedata (Sw.) E.Fourn.
5. Bommeria subpaleacea Maxon

## Sinonimi
- Gymnopteris subgen.Bommeria (E.Fourn.) Christ